# Vladimir Efimkin
Vladimir Sergejevitj Jefimkin (russisk: Владимир Сергеевич Ефимкин; født 2. december 1981 i Samara) er en tidligere professionel russisk landevejscykelrytter. Hans tvillingbror Aleksandr var også professionel cykelrytter. Han opnåede sit bedste resultat, da han i Vuelta a España 2007 blev nr. 6 og vandt en etape. Året efter vandt han 9. etape i Tour de France, efter at Riccardo Ricco som kom alene i mål på etapen, blev smidt ud for brug af tredjegenerationsepo (Cera). 